# Söderort
Söderort (littéralement "la place du sud", parfois traduite en Stockholm Sud) est la partie sud de la municipalité de Stockholm, en Suède.
Söderort fait partie de la ville de Stockholm.

## Géographie
Söderort est situé dans la partie nord de la péninsule/île de Södertörn et elle présente une nature typique avec des forêts, des affleurements rocheux et des prairies humides.
À Söderort, il y a aussi des vestiges de Stockholmsåsen, qui s'étend à Skanstull et au sud à travers, entre autres, le Cimetière boisé de Stockholm.
Söderort a une forme d'éventail avec Årstaviken (sv) et Södermalm au nord et le mac Mälaren à l'ouest. Au sud se trouve la commune d'Huddinge, dont la frontière est principalement constituée de forêts et des lacs Långsjön, Magelungen et Drevviken.
À l'est, Söderort borde la commune de Nacka avec la frontière de la réserve naturelle de Nacka (sv) et d'Ältasjön.
Enfin, au sud-est, il y a une frontière plus courte avec la commune de Tyresö.

## Subdivisions administratives

### Districts
Depuis le 1er juin 2020, Söderort est divisée en cinq districts.
Les districts de Söderort sont : Enskede-Årsta-Vantör, Farsta, Hägersten-Liljeholmen, Skärholmen, Skarpnäck et Älvsjö.

### Quartiers
| Quartier         | Superficie (km²) | Habitants (2022), | Densité |
| ---------------- | ---------------- | ----------------- | ------- |
| Aspudden         | 1,1              | 8 901             | 7 755   |
| Bagarmossen      | 1,98             | 11 590            | 5 741   |
| Bandhagen        | 0,82             | 6 952             | 7 254   |
| Björkhagen       | 1,34             | 6 831             | 4 549   |
| Bredäng          | 2,09             | 10 571            | 4 657   |
| Enskededalen     | 0,6              | 2 773             | 3 983   |
| Enskedefältet    | 1,03             | 1 598             | 1 367   |
| Enskede gård     | 0,86             | 3 383             | 3 451   |
| Fagersjö         | 1,75             | 2 870             | 1 626   |
| Farsta           | 2,37             | 15 533            | 5 347   |
| Farstanäset      | 0,45             | 0                 | 0       |
| Farsta strand    | 1,56             | 5 545             | 3 395   |
| Flaten           | 2,33             | 5                 | 1       |
| Fruängen         | 1,29             | 9 777             | 5 805   |
| Gamla Enskede    | 2,94             | 10 810            | 3 665   |
| Gröndal          | 0,91             | 9 086             | 8 547   |
| Gubbängen        | 1,77             | 6 043             | 3 037   |
| Hagsätra         | 1,70             | 9 937             | 5 066   |
| Hammarbyhöjden   | 1,17             | 10 721            | 7 563   |
| Herrängen        | 1,36             | 3 896             | 2 713   |
| Hägersten        | 1,93             | 9 952             | 4 731   |
| Hägerstensåsen   | 0,87             | 8 101             | 8 359   |
| Högdalen         | 2,01             | 10 446            | 4 248   |
| Hökarängen       | 1,42             | 10 302            | 6 279   |
| Johanneshov      | 1,27             | 6 265             | 4 702   |
| Kärrtorp         | 1,09             | 5 302             | 4 313   |
| Larsboda         | 1,23             | 2 441             | 1 720   |
| Liljeholmen      | 1,70             | 17 172            | 5 955   |
| Liseberg         | 0,38             | 1 487             | 3 389   |
| Långbro          | 1,93             | 7 655             | 3 502   |
| Långsjö          | 1,06             | 3 041             | 2 625   |
| Midsommarkransen | 0,98             | 11 917            | 10 315  |
| Mälarhöjden      | 1,42             | 4 385             | 3 063   |
| Orhem            | 1,95             | 68                | 42      |
| Rågsved          | 2,05             | 11 902            | 5 601   |
| Skarpnäcks gård  | 2,80             | 10 877            | 3 914   |
| Skrubba          | 2,34             | 14                | 4       |
| Skärholmen       | 1,89             | 8 615             | 4 337   |
| Sköndal          | 2,70             | 10 683            | 2 809   |
| Solberga         | 1,85             | 12 765            | 4 450   |
| Stureby          | 2,05             | 8 566             | 3 584   |
| Svedmyra         | 0,94             | 3 594             | 3 121   |
| Sätra            | 2,79             | 7 695             | 2 525   |
| Tallkrogen       | 1,22             | 4 808             | 3 370   |
| Vårberg          | 1,94             | 10 270            | 4 816   |
| Västberga        | 2,03             | 6 809             | 2 451   |
| Västertorp       | 0,82             | 7 498             | 8 344   |
| Årsta            | 2,62             | 20 623            | 6 654   |
| Älvsjö           | 2,03             | 1 444             | 517     |
| Örby             | 1,59             | 5 913             | 3 300   |
| Örby Slott       | 0,67             | 2 026             | 2 676   |
| Östberga         | 1,94             | 5 636             | 2 828   |
| Söderort         | 82,99            | 375 111           | 3 914   |

## Transports
Le métro de Stockholm couvre bien Söderort avec les branches sud de la ligne rouge et de la verte.
Les trains de banlieue de Stockholm sont également accessibles par les gares d'Årstaberg, Älvsjö et Farsta Strand.
De nombreuses lignes de bus et de la Tvärbanan s'y ajoutent, ce qui complète la très bonne couverture des transports publics.
Les routes les plus importantes sont les routes nord-sud Nynäsvägen, Södertäljevägen et Huddingevägen ainsi que le Södra länken qui s'étend d'est en ouest. Alors que la qualité des routes en elle-même est bonne vers la ville et pour les liaisons transversales, les abords vers la ville et l'autoroute périphérique Essingeleden subissent des embouteillages qui limitent les flux de circulation routière, notamment aux heures de pointe.

## Histoire
La partie principale de Söderort a été annexée par la ville de Stockholm en 1913.